# NGC 7312
NGC 7312 é uma galáxia espiral barrada (SBb) localizada na direcção da constelação de Pegasus. Possui uma declinação de +05° 49' 03" e uma ascensão recta de 22 horas, 34 minutos e 34,9 segundos.
A galáxia NGC 7312 foi descoberta em 30 de Outubro de 1863 por Albert Marth.